# Manganhumite
La manganhumite è un minerale appartenente al gruppo dell'humite.